# سعید روستایی
سعید روستایی (زادهٔ ۲۳ مرداد ۱۳۶۸) کارگردان، فیلم‌نامه‌نویس و تهیه‌کنندهٔ فیلم اهل ایران است. او در آثار خود اغلب به مسائل و چالش‌های طبقات فرودست جامعه می‌پردازد و با روایتی صریح و تأثیرگذار، به بررسی ریشه‌های بحران‌های اجتماعی در ایران می‌پردازد.روستایی دارای مدرک کارشناسی سینما از دانشگاه سوره است. وی فعالیت خود را در اوایل دههٔ ۱۳۹۰ با فیلم‌های کوتاه آغاز کرد و برای ساخت درام تحسین‌شدهٔ ابد و یک روز (۱۳۹۴) شناخته شد.

## زندگی و کار
سعید روستایی ۲۳ مرداد ۱۳۶۸ در جنوب تهران زاده شد. او دربارهٔ انگیزه‌اش برای پرداختن به موضوع فقر و مشکلات اهالی جنوب شهر تهران توضیح می‌دهد که به دلیل بزرگ شدن در این منطقه و تجربه زیسته‌اش در آن، تمایل دارد واقعیت‌هایی را که شخصاً دیده و لمس کرده، در آثار هنری خود به تصویر بکشد. او دارای کارشناسی سینما از دانشگاه سوره است.
روستایی در سال ۱۳۹۰ فیلم کوتاه شنبه را ساخت و در جشنواره فیلم کوتاه همان سال تندیس بهترین فیلمنامه را برنده شد. او فیلم کوتاه دیگری به نام مراسم را کارگردانی کرد و سال ۱۳۹۲ برنده بهترین فیلم داستانی در جشنواره فیلم کوتاه نهال شد.
وی برای ساخت فیلم ابد و یک روز که نخستین کار بلندش بود، مورد توجه رسانه‌ها و  منتقدان قرار گرفت.
متری شش و نیم که به عنوان دومین فیلم بلند سعید روستایی شناخته می‌شود، در سی و هفتمین دوره جشنواره فیلم فجر برنده سیمرغ بلورین بهترین فیلم از دیدگاه تماشاگران شد. این فیلم دومین همکاری سعید روستایی با نوید محمدزاده، پریناز ایزدیار و پیمان معادی بود. روستایی با این فیلم نامزد جایزه سزار بهترین فیلم خارجی زبان از کشور فرانسه شد. این فیلم رکورد دومین فیلم پرفروش تاریخ سینمای ایران در زمانش اکران را کسب کرد.
سومین فیلم بلند او به نام برادران لیلا در جشنواره فیلم کن ۲۰۲۲ نمایش داده شد و برای نخستین بار به عنوان فیلمی ایرانی در بخش رقابت اصلی کن، برنده جایزه فیپرشی شد. روستایی در مصاحبه‌ای با مجله سینمایی c'est quoi le cinéma گفت: «داستان شخصیت‌های من فوق‌العاده تراژیک است. این فیلم بازتاب زندگی مردم ایران است که با تورم درگیر هستند. فاجعه این است که طبقه متوسط در حال از بین رفتن است، فقرا فقیرتر می‌شوند و درصد بسیار کمی از جمعیت بسیار ثروتمند می‌شود.» این فیلم قبل از نمایش در جشنوارهٔ کن پروانه نمایش دریافت نکرد و در ۳۰ خرداد ۱۴۰۱، سازمان سینمایی کشور آن را توقیف کرد. این سازمان گفته که این فیلم «حتی یک مورد» از اصلاحیات را رعایت نکرده است. برادران لیلا در اسفند ۱۴۰۱ به‌صورت غیررسمی در اینترنت پخش شد. این فیلم از سوی برخی «مناقشه‌برانگیزترین و سیاسی‌ترین فیلم سال» توصیف شد. تهیه‌کننده جواد نوروزبیگی در مصاحبه‌ای گفت او و روستایی ممنوع‌کار شدند و به اتهام «اقدام علیه نظام» برایشان پرونده قضایی تشکیل شده است. روستایی به‌دلیل ساخت و نمایش آن در جشنواره کن، توسط دادگاه ایران به شش ماه زندان محکوم شد. در مهر ۱۴۰۲ این حکم در شعبه ۲۶ دادگاه انقلاب تهران تأیید شد که یک بیستم آن قابل اجرا و باقی آن به مدت پنج سال تعلیق شده است. او همچنین به ۵ سال محرومیت از ملاقات با اهالی سینما و آموزش اجباری در شعبه قم دانشکده صداوسیما محکوم شده بود. سینماگرانِ فراوانی، از جمله مارتین اسکورسیزی و فرانسیس فورد کوپولا، به این حکم اعتراض کردند.

## دیدگاه‌ها

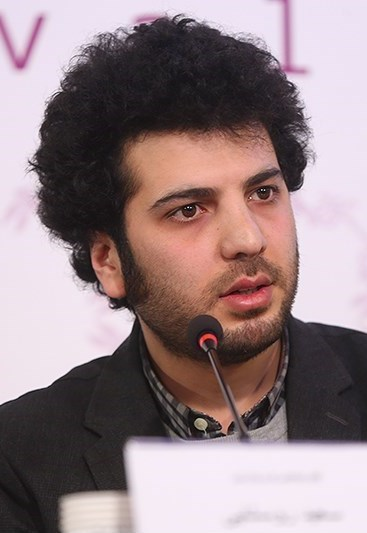
روستایی در جشنواره فیلم فجر ۱۳۹۴

### انتقاد از دستیاران کارگردان
وی در جریان یک کارگاه آموزشی فیلم که با حضور افرادی همچون شهرام مکری، مهدی جعفری، کاوه سجادی حسینی و مجید برزگر برگزار شده بود به انتقاد از «دستیاران کارگردان» در سینما پرداخت و رو به شهرام مکری گفت:
«زمانی شما گفته بودید که دستیاری نکرده‌اید و این برای من الگو شد و به همین دلیل من دستیار نشدم، چون دستیار تفکر ندارد و ته هنر دستیار بستن خیابان است و از یک دستیار، کارگردان خوب درنمی‌آید.» 
این صحبت‌های وی با انتقاد شدید کارگردانان سینما و دستیاران کارگردان مواجه شد. به عنوان نمونه مازیار میری در یادداشتی به نقد سخنان روستایی پرداخت و وی را فردی تازه‌وارد خواند که به دنبال دیده شدن هست. وی همچنین از تمام دستیاران کارگردان سینما عذرخواهی به عمل آورد. همچنین هیئت مدیره انجمن برنامه ریزان و دستیاران کارگردان سینمای ایران بیانیه‌ای در نقد سخنان وی منتشر کرد.

## فیلم‌شناسی
| سال  | نام فیلم         | کارگردان | نویسنده | تهیه‌کننده | توضیحات                                                                  |
| ---- | ---------------- | -------- | ------- | --------- | ------------------------------------------------------------------------ |
| ۱۳۹۰ | شنبه             | آری      | آری     | نه        | فیلم کوتاه                                                               |
| ۱۳۹۲ | مراسم            | آری      | آری     | نه        | فیلم کوتاه                                                               |
| ۱۳۹۳ | خیابان خیلی خلوت | آری      | آری     | نه        | فیلم کوتاه                                                               |
| ۱۳۹۴ | ابد و یک روز     | آری      | آری     | نه        |                                                                          |
| ۱۳۹۵ | سد معبر          | نه       | آری     | نه        | فیلمی به کارگردانی محسن قرایی                                            |
| ۱۳۹۷ | متری شیش و نیم   | آری      | آری     | نه        |                                                                          |
| ۱۴۰۰ | برادران لیلا     | آری      | آری     | آری       | در ایران توقیف شد. در ۲۵ اسفند ۱۴۰۱ نسخه قاچاقی آن در فضای مجازی پخش شد. |
| ۱۴۰۴ | زن و بچه         | آری      | آری     | نه        |                                                                          |

## جایزه‌ها
| سال  | جشنواره یا جشن          | دوره جشنواره یا جشن | مسابقه                        | فیلم           | نتیجه    |
| ---- | ----------------------- | ------------------- | ----------------------------- | -------------- | -------- |
| ۱۳۹۲ | فیلم کوتاه نهال         | دهم                 | بهترین فیلم داستانی           | مراسم          | برنده    |
| ۱۳۹۴ | فیلم فجر                | سی و چهارم          | بهترین کارگردانی              | ابد و یک روز   | برنده    |
| ۱۳۹۴ | فیلم فجر                | سی و چهارم          | بهترین فیلمنامه               | ابد و یک روز   | برنده    |
| ۱۳۹۴ | فیلم فجر                | سی و چهارم          | کارگردانی نگاه نو             | ابد و یک روز   | برنده    |
| ۱۳۹۵ | دنیای تصویر (حافظ)      | شانزدهم             | بهترین فیلمنامه               | ابد و یک روز   | برنده    |
| ۱۳۹۵ | سینمای ایران            | هجدهم               | بهترین کارگردانی              | ابد و یک روز   | برنده    |
| ۱۳۹۵ | سینمای ایران            | هجدهم               | بهترین فیلمنامه               | ابد و یک روز   | برنده    |
| ۱۳۹۵ | منتقدان و نویسندگان     | دهم                 | بهترین کارگردانی              | ابد و یک روز   | برنده    |
| ۱۳۹۵ | منتقدان و نویسندگان     | دهم                 | بهترین فیلمنامه               | ابد و یک روز   | برنده    |
| ۱۳۹۵ | منتقدان و نویسندگان     | دهم                 | بهترین کارگردان               | ابد و یک روز   | برنده    |
| ۱۳۹۵ | ژنو (سوئیس)             |                     | بهترین فیلم                   | ابد و یک روز   | برنده    |
| ۱۳۹۶ | فیلمهای ایرانی استرالیا |                     | بهترین فیلم                   | ابد و یک روز   | برنده    |
| ۱۳۹۶ | فیلمهای ایرانی استرالیا | بهترین فیلم         | برنده                         | ابد و یک روز   |          |
| ۱۳۹۵ | فیلم فجر                | سی و پنجم           | بهترین فیلمنامه               | سد معبر        | نامزدشده |
| ۱۳۹۷ | فیلم فجر                | سی و هفتم           | بهترین فیلم از نگاه تماشاگران | متری شیش و نیم | برنده    |
| ۱۳۹۷ | فیلم فجر                | سی و هفتم           | بهترین کارگردانی              | متری شیش و نیم | نامزدشده |
| ۱۳۹۸ | دنیای تصویر (حافظ)      | نوزدهم              | بهترین کارگردانی              | متری شیش و نیم | برنده    |
| ۱۳۹۸ | سینمای ایران            | بیست و یکم          | بهترین کارگردانی              | متری شیش و نیم | برنده    |
| ۱۴۰۱ | فیلم کن                 | هفتاد و پنجمین      | فیپرشی                        | برادران لیلا   | برنده    |